# Герасько Лариса Анатоліївна
Лариса Анатоліївна Герасько (нар. 4 квітня 1974, Прилуки) — українська дипломатка. В 2021 році стала Надзвичайним і Повноважним Послом України в Ірландії .

## Біографія
Лариса народилася 4 квітня 1974 року у Прилуках на Чернігівщині. У 1997 році закінчила Київський національний університет ім. Шевченка, юридичний факультет. Володіє іноземними мовами: англійською та російською, вивчає іспанську.
У 1994—2001 — спеціалістка 2 категорії — перша секретарка Договірно-правового управління МЗС України
У 2001—2005 — перша секретарка з консульсько-правових питань, Посольство України в Канаді
У 2005—2009 — начальниця відділу міжнародних договорів Договірно-правового департаменту МЗС України.
У 2009—2014 — заступниця директора Договірно-правового департаменту МЗС України. Член делегації України для участі у переговорах з Республікою Сербія щодо підготовки проекту Угоди між Україною та Республікою Сербія про соціальне забезпечення
У 2014—2015 — Директорка Департаменту міжнародного права МЗС України. Член делегації України для участі в роботі 69-ї сесії Генеральної Асамблеї ООН.. Член делегації України для участі у переговорах з РФ щодо порушення нею своїх зобов'язань за міжнародними договорами України
з 23 квітня 2015 — Генеральний консул України в Чикаго (США).
У 2020 році — Директор Департаменту міжнародного права МЗС України
У 2020—2021 рр. — Посол з особливих доручень Політичного директорату МЗС України
З 28 квітня 2021 року — Надзвичайний і Повноважний Посол України в Ірландії.

## Дипломатичний ранг
- Надзвичайний і Повноважний Посланник другого класу (22 грудня 2017)[8]
- Надзвичайний і Повноважний Посланник першого класу (24 серпня 2022)[9]